# Joel Axelsson
Joel Axelsson, född 11 oktober 1889 i Farstorps församling, Kristianstads län, död 29 maj 1955 i Helga Trefaldighets församling, Uppsala, var en svensk zoolog och agronom.
Axelsson avlade agronomexamen vid Alnarp 1915 och blev filosofie doktor i Lund 1932. Efter lärarverksamhet vid Osby lantmannahögskola och Bollerups lantbrukshögskola var han 1918–1924 jordbrukskonsulent vid Älvsborgs läns södra hushållningssällskap, sekreterare i 1933 års mjölk- och mejeriutredning och från 1935 professor i husdjurens utfodring och skötsel vid Lantbrukshögskolan. Axelsson utgav ett stort antal vetenskapliga avhandlingar, populärvetenskapliga artiklar och referat rörande husdjurskontroll, ärftlighetslära och utfodringslära, däribland Våra fodermedel, deras sammansättning, smältbarhet och näringsvärde (2 band, 1936). Han invaldes som ledamot av Lantbruksakademien 1950. Axelsson blev riddare av Nordstjärneorden 1944. Han är gravsatt på Norra kyrkogården i Lund.